# 莫伊·戈麥斯
莫伊塞斯·戈麥斯·博多納多（西班牙語：Moisés Gómez Bordonado；1994年6月23日—）是一位西班牙足球運動員。在場上的位置是攻擊型中場。現效力於西甲球隊奧沙辛拿，他於比利亞雷阿爾展開職業生涯。他也曾代表西班牙國家青年足球隊參賽。

## 俱乐部生涯
戈麦斯出生于罗哈莱斯。他开始自己的职业生涯是在当地的阿利坎特CF，并在邻居比利亚雷亚尔CF结束了青年生涯。2011年4月30日，还不到17岁的他在对阵塔拉戈纳体操队的比赛中，首次代表球队的比利亚雷亚尔CF B队登场，这是一场塞古达迪维西翁联赛的比赛。
2011年11月28日，戈麦斯与主力队伍进行了自己的首场正式比赛，也是他的西甲联赛处子秀，他替换乔纳森·德·古兹曼出场，在客场以1-2不敌马拉加CF的比赛中登场。次年的2月25日，他在对阵瓜达拉哈拉足球俱乐部的比赛中，打进了自己的职业生涯首球，帮助球队以2-0获胜；然而，这个赛季结束后，比利亚雷亚尔的两支球队都降级了——B队以第12名的成绩结束，但还是被迫降级了一级。
戈麦斯在2012–13赛季贡献了24场比赛和一个进球，随着"黄色潜水艇"的立即晋级。他在2013年8月签下了一份为期五年的新合同，并于次年1月13日在对阵皇家社会的5–1主场胜利中打入了自己在顶级联赛的首球。
2015年7月9日，戈麦斯被租借到同为西甲联赛球队的赫塔费足球俱乐部，为期一整个赛季。次年的7月5日，在经历了降级后，他与同样在顶级联赛的希洪竞技签下了为期四年的永久合同。2018年1月26日，戈麦斯被租借到西乙领头羊SD Huesca。在获得晋级之后，这笔交易被延长了另一个赛季。
2019年7月18日，戈麦斯回到了自己的第一个俱乐部比利亚雷亚尔，以130万欧元的传闻费用签下了为期四年的合同。他的首秀是在一个月后，他在对阵格拉纳达足球俱乐部的主场4-4平局中首发并打进一球。 戈麦斯在他所在球队在2020–21赛季欧洲联赛的胜利中出场11次。这包括对阵曼联的2021年欧洲联赛决赛中的43分钟。 2022年7月28日，戈麦斯以180万欧元的价格加盟CA Osasuna，签约五年；另外每个赛季球队保持在主要分区的奖金增加了10万欧元。

## 榮譽

### 球會
比利亞雷阿爾
- 欧足联欧洲联赛冠軍：2020–21賽季[17]

## 外部連結
- Soccerway資料庫：莫伊·戈麥斯